# Historisch Centrum Bergen op Zoom

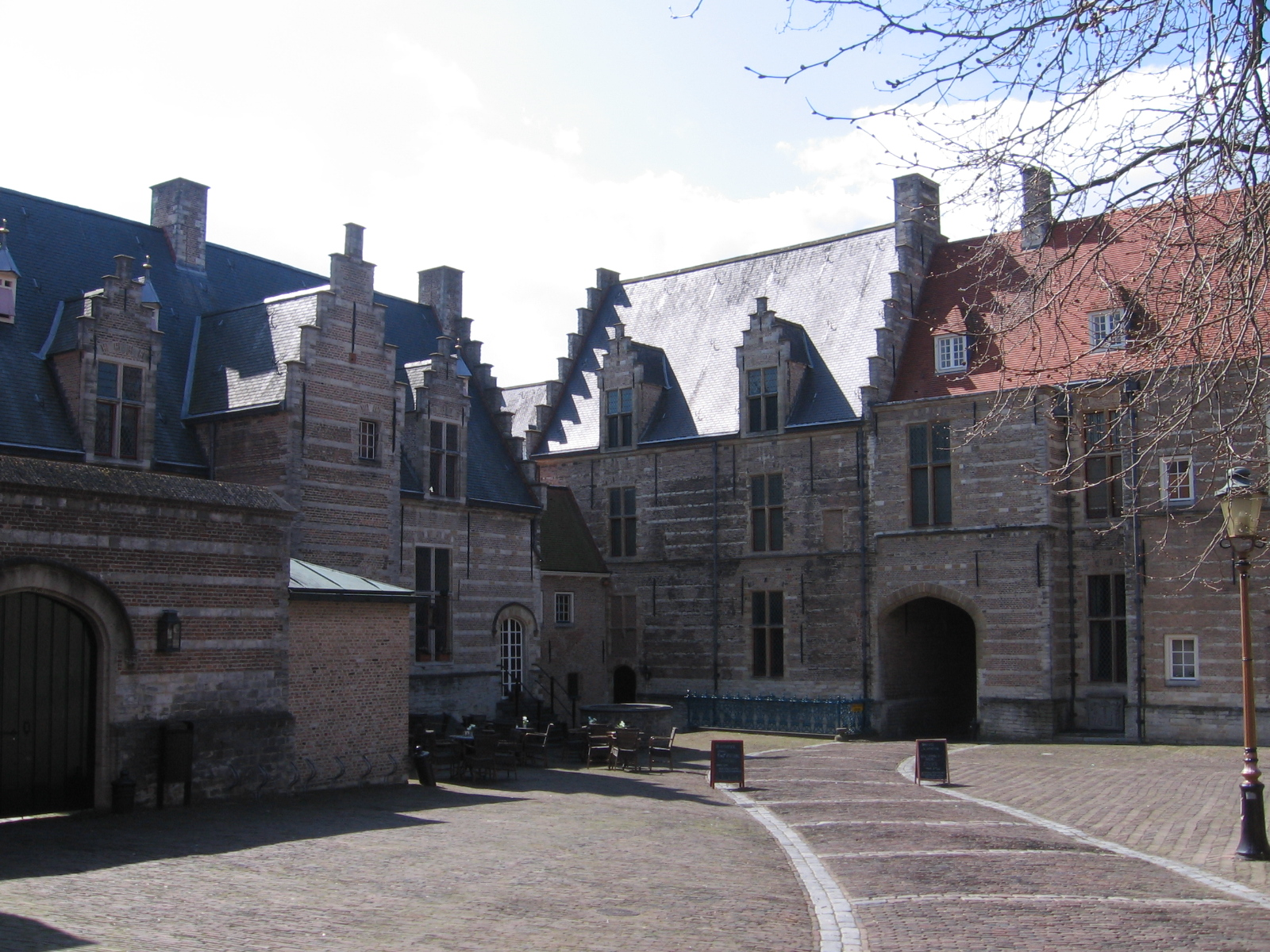
Markiezenhof en bibliotheek

Het Historisch Centrum Bergen op Zoom bestaat uit een aantal musea en bevindt zich in het Markiezenhof in Bergen op Zoom.
Het Markiezenhof is van 1819 tot 1955 in gebruik geweest als kazerne. Daarna werd het verkocht aan de gemeente Bergen op Zoom. Van 1963-1987 volgde restauratie, waarna het gebouw een culturele bestemming kreeg. Aldus vond het Historisch Centrum hier onderdak.
StijlkamersEr zijn vier stijlkamers: De Drabbekamer, de Augustakamer, de Theodoorkamer, en de Henriettekamer.
Historisch museumHet historisch museum is gewijd aan de geschiedenis van het Markiezenhof zèlf en van zijn bewoners, de heren en markiezen van Bergen op Zoom. Ook de geschiedenis van de stad en haar bestuur en rechtspraak, de ambachtelijke middelen van bestaan, waaronder de weervisserij, en de industriële geschiedenis worden gedocumenteerd. Religie en folklore komen eveneens aan bod in dit uitgebreide museum.
KermismuseumOmdat Bergen op Zoom sedert lange tijd de woonplaats is van veel kermisexploitanten, is men in staat geweest om een rijke verzameling van voorwerpen en documenten aan te leggen die met kermis in verband staan.
SpotprentenmuseumDit onderdeel van het Historisch Centrum herbergt een grote collectie politieke cartoons. Daarnaast worden er wisselende tentoonstellingen georganiseerd.